# 克穆恩查托查
克穆恩查托查（西班牙語：Quemuenchatocha；1472年—1538年），一作基穆因查特卡（Quimuinchateca），是哥伦比亚原住民政权穆伊斯卡联盟之统治者，统治温萨（今通哈），1490年至1537年在位。
西班牙征服者抵达哥伦比亚中部高原时，克穆恩查托查是穆伊斯卡君主之一，当时同时在位者先后是巴卡塔（今波哥大）的统治者内梅克内和蒂斯克苏萨。

## 生平
克穆恩查托查即位前，温萨人的统治者是米楚阿（Michuá）。1490年，米楚阿在乔孔塔战役和巴卡塔统治者萨瓜曼奇卡（Saguamanchica）同归于尽。18岁的克穆恩查托查遂即位。为抵抗巴卡塔的持续北侵，克穆恩查托查和加梅薩、苏加穆西、通达马和薩奇卡等地的酋长结盟，共同对抗巴卡塔人。1514年，巴卡塔统治者内梅克内随率军赢得阿罗约-德拉斯布埃尔塔（Arroyo de las Vueltas）战役，但受致命重伤离世，为蒂斯克苏萨所取代。在苏加穆西酋长调停下，两方决定停战。
克穆恩查托查的统治十分残酷，令当地人生畏。1537年，西班牙征服者抵达穆伊斯卡地区。西班牙人行至温萨近郊时，发现一座山丘顶部树立有大量用以悬挂尸体的杆子，西班牙人将该山丘命名为“绞架山”（Cerro de la Horca）。克穆恩查托查并未下令和西班牙人交战，而是为取悦对方不断献赠礼，同时试图藏匿自家财宝，包括祖母绿宝石和巨额的黄金。克穆恩查托查禁止臣民向西班牙人透露其王宫的通路，并制定严苛的刑罚惩治违抗者。
不过，克穆恩查托查的计策并未奏效。1537年8月20日，征服者德奎萨达率部发现了克穆恩查托查的下落，当时他正坐在宝座上。宝座镶满黄金和祖母绿宝石，披着名贵布料。克穆恩查托查遂沦为西班牙人的俘虏，被逐至苏埃斯卡。克穆恩查托查逃至拉米里基附近的村落，不久后离世。根据穆伊斯卡人的继承传统，其侄阿基明萨克（Aquiminzaque）即位，仍不敌西班牙人而遭处决。

## 后世影响
著作《征服新格拉纳达典例》（Epítome de la conquista del Nuevo Reino de Granada）描述了温萨的“萨克”（即君主）被击败一事，并未提及其名。
今日的通哈市内有一原住民族纪念碑（Monumento a la Raza Indígena），为克穆恩查托查和阿基明萨克的雕像。

### 书目
- N, N. 1979 (1889) (1539). Epítome de la conquista del Nuevo Reino de Granada, 81-97. Banco de la República. Accessed 2016-11-24.